# Dynamic Physical Rendering
Dynamic Physical Rendering (DPR) bezeichnet ein Teilforschungsgebiet der Nanotechnologie in Konvergenz mit der Robotik sowie den Vorgang, intelligente Materialteilchen dynamisch zu real existenten Makrokörpern beliebiger, programmierbarer Form anzuordnen (Programmierbare Materie). 
Namensgebend ist die interdisziplinäre Forschergruppe Claytronics der Carnegie Mellon University, die sich allgemein der Erforschung synthetischer Realität widmet. Sie nennt die hier als Materialteilchen verwendeten speziellen Nanobots Catom, in Zusammenziehung von  Claytronics und Atom.
Auch Intel forscht im Bereich programmierbare Materie. So stellte Intels CTO Justin Rattner anlässlich des Intel Developer Forums 2008 erste Ansätze vor.

## Catom und Catom-Materie

### Charakteristik eines Catoms
Kleinheit:
Die Größe des Catoms bestimmt die Auflösung und Detailliertheit des formbaren Makrokörpers. Zugunsten dichtestmöglicher Packung bei möglichst uneingeschränkter Beweglichkeit ist ein Catom so kugelförmig wie möglich.
Nichtautonome Beweglichkeit:
Ein Catom bewegt sich nicht mithilfe beweglicher Teile, sondern geht wie ein Atom in elektromagnetischen oder elektrostatischen Vorgängen Bindungen mit anderen Catomen ein. Catome bewegen sich durch Wechselwirkungen gegenseitig. Im einfachsten Fall sind wie bei einem Schrittmotor kleine Elektromagneten in das Catom eingebettet.
Durch den Verzicht auf bewegliche Teile sind Catome haltbarer, kostengünstiger und leichter in Großmengen herstellbar als herkömmliche Nanobots. Außerdem können sie sich (in ihrem zugeordneten Lebensraum) erheblich effizienter und schneller ausrichten und bewegen.
Nichtautonome Energieversorgung:
Ein Catom trägt keine eigene Energieversorgungseinheit mit sich herum, sondern muss sich fremdversorgen lassen können. Die Energiezufuhr von außerhalb der Materie wird von Catom zu Catom durchgereicht.
Autonome Intelligenz und Spezialfähigkeiten:
Ein Catom verfügt über eigene Sensoren, trägt einen eigenen Nanocomputer oder andere nanoelektronische Fähigkeiten in sich. Beispielsweise sind durch Einbettung von Photozellen lichtempfindliche Catome denkbar, sodass ein Ensemble aus Catomen ein Auge nachbilden kann. Beispielsweise durch Einbettung von LEDs können Catome eine Farbe annehmen. Jedes Catom hat nicht mehr Fähigkeiten als nötig, und nicht alle Catome haben dieselben Fähigkeiten.
Claytronics-Kommunikation:
Catome müssen untereinander nichttrivial kommunizieren können. Wie diese Kommunikation angelegt werden könnte, ist besonderer Forschungsgegenstand des Projekts. Eine Besonderheit ist, dass ein Catom-Makrokörper aus Milliarden Catomen bestehen wird, von denen jedes Verbindungen mit bis zu sechs Nachbarn unterhält. Dabei ist, anders als bei herkömmlichen Kommunikationsstrukturen, die Identität eines einzelnen Catoms oft uninteressant, aber nicht grundsätzlich.

### Formung einer synthetischen Replik
1. Erfassen der Vorlage und Abbildung als digitales Modell, beispielsweise durch 3D Motion Capturing.
2. Umrechnen des 3D-Bildes in DPR-taugliche Vorgaben und ggf. Fernübertragung.
3. Rendern des Makrokörpers aus Catom-Materie.

## Stand der Technik

### Aktuell
- 2003: Beginn des Projekts.
- 2006: Etwa tischtennisballgroße, mit Elektromagneten bestückte zylindrische 2D-Catome, die sich gegenseitig bewegen.

### Nahziele
- 2011: kugelförmige Catome mit Durchmessern von ca. 1 mm. Proof of Concept 3D.
- 2016: Morphende Antenne, die ihre Form an sich ändernde Empfangsbedingungen anpasst.

### Ideale Fernziele
- 3D-Präsentationsmodelle.
- 3D-Fernsehen.
- Fernkonferenzen mit sitzplatzfähigen Teleteilnehmern.
- Tele-Medizin.
- Tele-Feuerwehrleute, Tele-Katastrophenhelfer, Tele-Soldaten.